# Dornach
Dornach es una comuna suiza del cantón de Soleura, capital del distrito de Dorneck. Limita al norte con la comuna de Arlesheim (BL), al este con Gempen, al sureste con Hochwald, al suroeste con Duggingen (BL) y al oeste con Aesch (BL) y Reinach (BL).